# Squalus acutirostris
Squalus acutirostris es un escualiforme de la familia Squalidae, que habita en el océano Pacífico occidental desde el mar de la China meridional hasta Nueva Gales del Sur, Australia, a profundidades de hasta 390 m. Su longitud máxima es de 60 cm.
Es una especie inofensiva cuya reproducción es ovovivípara.